# Sumerian Daemons
Sumerian Deamons šesti je studijski album grčkog simfonijskog death metal-sastava Septic Flesh. Diskografska kuća Hammerheart Records objavila ga je 18. veljače 2003. Posljednji je album skupine objavljen prije njezina raspada 2003. i ponovnog okupljanja 2007.

## Popis pjesama
Tekstovi: Sotiris V.. 
| 1.    | »Behold... the Land of Promise« (instrumental) | Chris A.                        | 2:10 |
| 2.    | »Unbeliever«                                   | Spiros A.                       | 4:52 |
| 3.    | »Virtues of the Beast«                         | Spiros A.                       | 5:19 |
| 4.    | »Faust«                                        | Chris A.                        | 5:09 |
| 5.    | »When All Is None«                             | Spiros A.                       | 4:38 |
| 6.    | »Red Code Cult«                                | Sotiris V.                      | 4:09 |
| 7.    | »Dark River«                                   | Chris A., Sotiris V., Spiros A. | 3:56 |
| 8.    | »Magic Loves Infinity«                         | Sotiris V.                      | 3:58 |
| 9.    | »Sumerian Daemon«                              | Spiros A.                       | 4:06 |
| 10.   | »Mechanical Babylon«                           | Spiros A.                       | 4:57 |
| 11.   | »Infernal Sun«                                 | Sotiris V.                      | 3:26 |
| 12.   | »The Watchers«                                 | Sotiris V.                      | 4:14 |
| 13.   | »Shapeshifter«                                 | Chris A.                        | 5:12 |
| 56:06 |                                                |                                 |      |

## Zasluge
Septic Flesh
- Spiros A. – bas-gitara, vokali, ilustracije, omot albuma, dizajn, fotografija
- Sotiris V. – gitara
- Chris A. – gitara, semplovi
- Akis K. – bubnjevi
- George Z. – klavijature

Dodatni glazbenici
- Natalie Rassoulis – vokali (sopran)
- Gore – prateći vokali (na pjesmi "Unbeliever")

Ostalo osoblje
- Patrik J. – tonska obrada
- Fredrik Nordström – produkcija, tonska obrada
- Lambros Sfiris – tonska obrada (zborskih vokala)
- Aggelos Rassias – fotografija
- Tassos Sdrenias – fotografija (asistent)
- Marineza – fotografija (asistentica)
- John Poustos – logotip